# Премия Самуила Богумила Линде
Премия Самуила Богумила Линде (нем. Samuel-Bogumil-Linde-Preis) — польско-немецкая литературная премия, учреждённая администрациями городов-побратимов Торунь (Польша) и Гёттинген (Германия) и названная в честь Самуила Богумила Линде, выдающегося польского просветителя немецкого происхождения. Премия вручается ежегодно с 1996 года одному польскому и одному немецкому литератору (допускается награждение за художественные произведения, критику, публицистику, литературный перевод). Жюри, в равных долях представляющее оба города-учредителя, выбирает лауреатов, «чьи слова создают идеалы и ценности, которые побуждают людей, общества и нации общаться друг с другом».

## Лауреаты
- 1996 Вислава Шимборска и Гюнтер Грасс
- 1997 Збигнев Херберт и Карл Дедециус
- 1998 Тадеуш Ружевич и Зигфрид Ленц
- 1999 Рышард Капущинский и Криста Вольф
- 2000 Ханна Кралль и Марсель Райх-Раницкий
- 2001 Ян Юзеф Щепаньский и Хенрик Береска
- 2002 Анджей Стасюк и Фридрих Кристиан Делиус
- 2003 Влодзимеж Ковалевский и Барбара Кёлер
- 2004 Хуберт Орловский и Клаус Цернак
- 2005 Павел Хюлле и Ханс Иоахим Шедлих
- 2006 Славомир Мрожек и Танкред Дорст
- 2007 Эва Липска и Сара Кирш
- 2008 Ольга Токарчук и Инго Шульце
- 2009 Адам Загаевский и Дурс Грюнбайн
- 2010 Адам Кшеминьский и Карл Шлёгель
- 2011 Веслав Мысливский и Герта Мюллер
- 2012 Анджей Барт и Штефан Ваквиц
- 2013 Евстахий Рыльский и Бригитта Кронауэр
- 2014 Януш Рудницкий и Вильгельм Генацино
- 2015 Стефан Хвин и Мария-Луиза Шерер
- 2016 Казимеж Браконецкий и Ян Вагнер
- 2017 Магдалена Тулли и Юли Це
- 2018 Малгожата Шейнерт и Навид Кермани
- 2019 Щепан Твардох и Кристоф Хайн
- 2020 Дорота Масловска и Деа Лоэр
- 2021 не присуждалась
- 2022 Иоанна Батор и Терезия Мора